# Lista de chefes de governo do Marrocos
O Chefe de Governo (Chef du Gouvernement) é o líder do poder executivo em Marrocos. Ele é nomeado pelo Rei dentre as fileiras do partido vencedor das eleições para a Câmara dos Deputados, de acordo com a atual Constituição de 2011. O chefe e seu governo respondem politicamente ante a Câmara dos Deputados pela moção de censura e a moção de confiança. Até 2011, a figura do chefe do poder executivo era denominado primeiro-ministro e era eleito e destituído livremente pelo monarca.
| #   | Retrato | Nome (Nascimento-Morte)                                                 | Mandato                 | Mandato                 | Partido      |
| --- | ------- | ----------------------------------------------------------------------- | ----------------------- | ----------------------- | ------------ |
| 1   |         | Mbarek Bekkay مبارك البكاي (1907–1961)                                  | 7 de dezembro de 1955   | 12 de maio de 1958      | Independente |
| 2   |         | Ahmed Balafrej أحمد بلافريج (1908–1990)                                 | 12 de maio de 1958      | 16 de dezembro de 1958  | PI           |
| 3   |         | Abdallah Ibrahim عبد الله إبراهيم (1918–2005)                           | 16 de dezembro de 1958  | 20 de maio de 1960      | PI/UNIP      |
| –   |         | Governo direto pelo Rei Mohammed V محمد الخامس (1909–1961)              | 20 de maio de 1960      | 26 de fevereiro de 1961 | –            |
| –   |         | Governo direto pelo Rei Hassan II الحسن الثاني (1929–1999) (1º mandato) | 26 de fevereiro de 1961 | 13 de novembro de 1963  | –            |
| 4   |         | Ahmed Bahnini أحمد بحنيني (1909–1971)                                   | 13 de novembro de 1963  | 7 de junho de 1965      | FDIC/PSD     |
| –   |         | Governo direto pelo Rei Hassan II الحسن الثاني (1929–1999) (2º mandato) | 7 de junho de 1965      | 7 de julho de 1967      | –            |
| 5   |         | Mohamed Benhima محمد بنهيمة (1924–1992)                                 | 7 de julho de 1967      | 6 de outubro de 1969    | Independente |
| 6   |         | Ahmed Laraki أحمد العراقي (n. 1931)                                     | 6 de outubro de 1969    | 6 de agosto de 1971     | PI           |
| 7   |         | Mohammed Karim Lamrani محمد كريم العمراني (1919-2018) (1º mandato)      | 6 de agosto de 1971     | 2 de novembro de 1972   | Independente |
| 8   |         | Ahmed Osman أحمد عصمان (n. 1930)                                        | 2 de novembro de 1972   | 22 de março de 1979     | RNI          |
| 9   |         | Maati Bouabid المعطي بوعبيد (1927–1996) (1º mandato)                    | 22 de março de 1979     | 30 de novembro de 1983  | UC           |
| (7) |         | Mohammed Karim Lamrani محمد كريم العمراني (1919-2018) (2º mandato)      | 30 de novembro de 1983  | 30 de setembro de 1986  | Independente |
| 10  |         | Azzeddine Laraki عز الدين العراقي (1929–2010)                           | 30 de setembro de 1986  | 11 de agosto de 1992    | Independente |
| (7) |         | Mohammed Karim Lamrani محمد كريم العمراني (1919-2018) (3º mandato)      | 11 de agosto de 1992    | 25 de maio de 1994      | Independente |
| 11  |         | Abdellatif Filali عبد اللطيف الفلالي (1928–2009)                        | 25 de maio de 1994      | 4 de fevereiro de 1998  | Independente |
| 12  |         | Abderrahmane Youssoufi عبد الرحمن اليوسفي (1924-2020)                   | 4 de fevereiro de 1998  | 9 de outubro de 2002    | USFP         |
| 13  |         | Driss Jettou إدريس جطو (n. 1945)                                        | 9 de outubro de 2002    | 19 de setembro de 2007  | Independente |
| 14  |         | Abbas El Fassi عباس الفاسي (n. 1940)                                    | 19 de setembro de 2007  | 29 de novembro de 2011  | PI           |
| 15  |         | Abdelilah Benkirane عبد الإله بنكيران (n. 1954)                         | 29 de novembro de 2011  | 17 de março de 2017     | PJD          |
| 15  |         | Saadeddine Othmani سعد الدين العثماني (n. 1956)                         | 17 de março de 2017     | 10 de setembro de 2021  | PJD          |
| 16  |         | Aziz Akhannouch ⵄⴰⵣⵉⵣ ⴰⵅⵏⵏⵓⵛ (n.1961)                                   | 10 de setembro de 2021  | Presente                | PNI          |